# Chile i olympiska vinterspelen 1960
Chile deltog med 5 deltagare vid de olympiska vinterspelen 1960 i Squaw Valley. Ingen av landets deltagare erövrade någon medalj.